# Sottosuolo (Dungeons & Dragons)
Il Sottosuolo (Underdark nell'originale inglese) è una delle ambientazioni in cui si svolgono le avventure dei personaggi del gioco di ruolo fantasy Dungeons & Dragons e di diversi romanzi incluso il ciclo di Drizzt Do'Urden scritto da R. A. Salvatore. 
Viene descritto come un enorme intrico sotterraneo di cunicoli e caverne che si estende al di sotto dei continenti del mondo fittizio di Forgotten Realms formando un mondo sotterraneo dove la luce del sole non entra mai.
Il Sottosuolo è il mondo dove si intrecciano le vicende di diverse razze semi-umane: gli elfi drow, i  nani duergar (o nani grigi), gli Illithid e gli Svirfneblin (o gnomi delle profondità).